# Anton Gindely
Anton Gindely, czes. Antonín Gindely (ur. 3 września 1829 w Pradze, zm. 24 października 1892 tamże) – niemiecko-czeski historyk
Syn węgierskiego Niemca i Czeszki. Jego ojciec był stolarzem z Pragi. Po ukończeniu gimnazjum uczęszczał na Uniwersytecie Praskim na teologię, prawo i filozofię, następnie doktoryzował się w zakresie filozofii i nauk humanistycznych. Po krótkim okresie pracy w niemieckiej szkole realnej w Pradze, w 1853 podjął pracę na uniwersytecie w Ołomuńcu. W 1857 w szkole niemieckiej w Pradze został profesorem. Podróżował również naukowo do Hiszpanii, Francji, Belgii i Holandii, gdzie zawsze interesował się pierwszą połową XVII wieku.
Wydawał książki po czesku i po niemiecku, sympatyk sprawy czeskiej, jednak lekko zdystansowany i wyrozumiały dla racji niemieckich; ze względu na pojednawczą i ponadnarodową postawę, był ofiarą ataków ze strony nacjonalistycznie nastawionych Czechów i Niemców. František Palacký, ceniący Gindely'ego ze względu na jego warsztat, wybrał go na kontynuatora swojej syntezy dziejów Czech. Gindely nigdy nie wydał nowych tomów tej monografii, gdyż ze względu na swoją sumienność przez resztę życia prowadził na jej potrzeby badania źródłowe.
Od 1867 profesor Uniwersytetu Karola, członek Akademii Nauk w Wiedniu. W roku 1873/1874 nauczyciel historii księcia Rudolfa. Pochowany został na Cmentarzu Olszańskim w Pradze.